# 高津正道

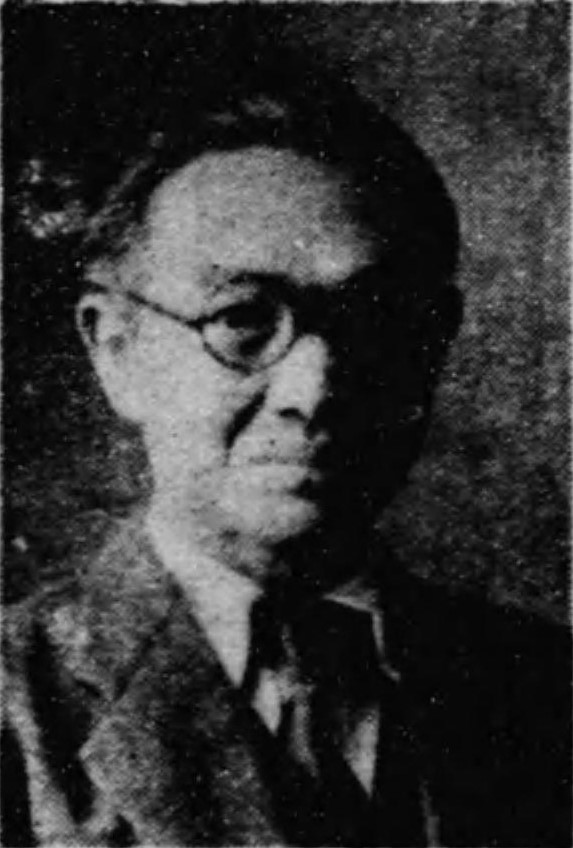
高津正道

高津 正道（たかつ まさみち、1893年4月20日 - 1974年1月9日）は、日本の社会運動家、政治家。衆議院議員（5期）、衆議院副議長などを歴任した。

## 来歴・人物

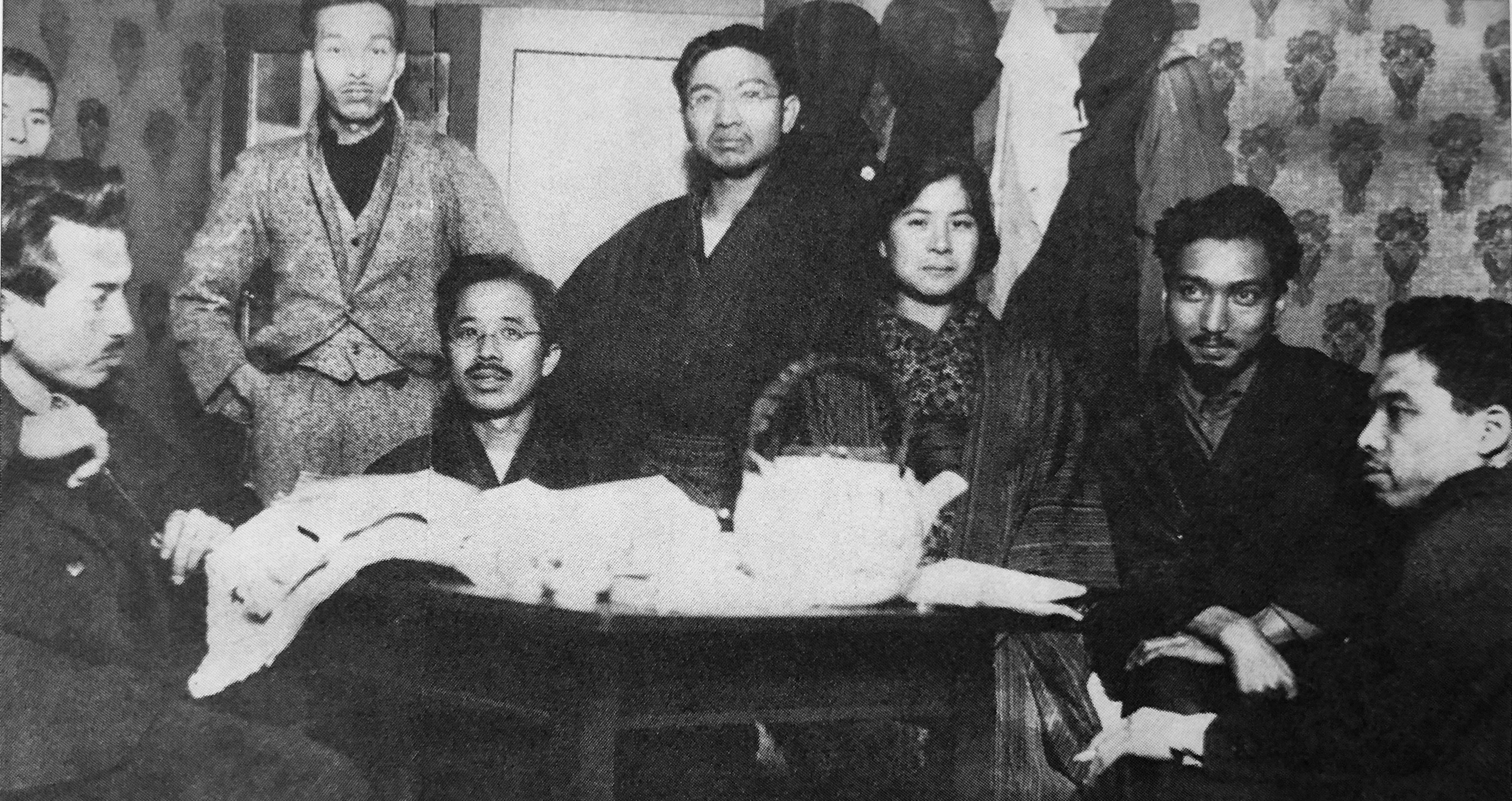
左から中村還一、近藤憲二、竹内一郎、岩佐作太郎、高津正道、伊藤野枝、大杉栄、近藤栄蔵。1921年1月11日撮影。

広島県御調郡羽和泉村（現・三原市）生まれ。真宗本願寺派南光寺住職の長男で、京都で学んだ後、1914年に住職を継ぐが、仏教改革を志して檀家と対立した結果、仏教を捨てるに至る。
1918年、妻多代子（のち日本初の女性社会主義グループ「赤瀾会」創立メンバー、28歳で早逝）と共に上京し、早稲田大学文学部哲学科に入学。在学中「暁民会」を組織、活発な社会主義運動を展開、そのため大学を追われ、日本社会主義同盟を設立するが、1921年に暁民共産党事件で有罪判決を受ける。翌1922年日本共産党（第一次共産党）の創立に参加し中心メンバーとなるが、翌1923年中国及びソ連に亡命。翌年帰国したが、福本イズムに反発して共産党を脱党。1927年、労農党に入り文化運動、農民運動に転じ多数の無産青年の啓蒙に当たった。著書で仏教、特に本願寺派批判を展開した後、1931年には日本戦闘的無神論者同盟とは別に全日本反宗教同盟を結成したが間もなく雲散霧消したとみられる。1937年には日本無産党結党に参加したが人民戦線事件で検挙される。戦後は日本社会党の創立に参加し、1946年の第22回衆議院議員総選挙に広島全県区から立候補して初当選した。以後広島県第3区 (中選挙区)から通算4回当選し、衆議院副議長や両院議員総会長などをつとめた。
1957年第26国会衆議院文教委員会で日本芸術院第一部と日展の結びつきについて質問し、芸術院の腐敗を正したことから、日展は在野の団体となった。
あさま山荘事件の直後、1972年3月1日に日比谷野外音楽堂で行われた「三・一朝鮮独立五十三周年日韓条約粉砕入管法外国人学校法国会上程阻止決起集会」において「連合赤軍はわずか5人で1400人の警官隊を相手によく戦った。今や社会主義運動は言葉だけでは無くなった。私は50年間もの間この日が来ることを首を長くして待っていた。これで革命も間もないことだろう」とのアジテーション演説を行った。のちに明らかとなった山岳ベース事件で、赤軍のメンバーが仲間をなぶり殺しにしていたことが発覚し、高津を始めとして赤軍の行動を賞賛していた勢力は世論から批判を受けることとなる。
1974年1月9日死去。80歳没。

## 著書
- 『無産階級と宗教』（大鳳閣） 1929年
- 『搾取に耽る人々』（大鳳閣） 1931年、同年に『仏教批判』と改題（自由社）